# 莫哈末沙丁
莫哈末沙丁·迪曼，马来西亚政治人物，国阵巫统籍，曾任雪兰莪州议会反对党领袖。曾经于1999年至2004年担任蒲种区州议员、2004年至2013年担任沙登卫星市州议员。

## 政治生涯
2004年3月21日，莫哈末沙丁代表巫统参选，于马来西亚第11届全国大选中以大幅度得票胜出，当选为沙登卫星市州议员。2008年3月8日，莫哈末沙丁于马来西亚第12届全国大选以向微差险胜伊斯兰党而获蝉联，然而雪兰莪国阵却在选举中失去雪兰莪州执政权。2010年12月，接替前雪州大臣莫哈末基尔多约，成为雪兰莪州议会反对党领袖。
2013年马来西亚大选时未再参选。2018年大选，代表国阵巫统上阵斯里沙登州席，最终败选；由希盟诚信党候选人茜蒂玛丽亚获胜。